# 11 Korpus Kawalerii (ZSRR)
11 Korpus Kawalerii (ros. 11-й кавалерийский корпус) – wyższy związek taktyczny kawalerii Armii Czerwonej z okresu II wojny światowej. 
11 Korpus Kawalerii (11 KKaw.) sformowany został 2 stycznia 1942. W czasie walk na froncie radziecko-niemieckim, poniósł duże staraty walcząc w okrążeniu. Rozwiązany został w sierpniu 1942 na mocy rozkazu z 15 lipca 1942.

## Dowództwo korpusu
Dowódcy:
- gen. mjr Grigorij Timofiejew (17.01.1942 - 18.05.1942),
- płk Siergiej Sokołow (19.05.1942 - 08.08.1942)[1].

## Struktura organizacyjna
- 18 Dywizja Kawalerii
- 24 Dywizja Kawalerii
- 82 Dywizja Kawalerii[1].